# Blagoje Marjanović
Blagoje „Moša“ Marjanović (v srbské cyrilici: Благоје „Моша“ Марјановић; 9. září 1907 Bělehrad – 1. října 1984 tamtéž) byl srbský fotbalista a trenér.

## Mládí
Narodil se otci obchodníkovi Dimitrijovi a matce v domácnosti Sofiji. Mladý Blagoje vyrůstal na okraji Bělehradu v ulici Đakovačka, číslo popisné 7, se svým starším bratrem Nikolou, který byl také fotbalista.

## Klubová kariéra
Blagoje Marjanović byl jedním z nejlepších fotbalových útočníků v Království Jugoslávie. Hrál za BSK Bělehrad (1926–1939), se kterým získal pět ligových titulů (1931, 1933, 1935, 1936 a 1939) a třikrát byl nejlepším střelcem ligy (1930, 1935, 1937).
Po návratu z Jižní Ameriky se tento útočník stal (spolu se svým spoluhráčem Aleksandarem Tirnanićem) prvním profesionálním fotbalistou v Jugoslávii (i když měl o něco vyšší plat než Tirnanić). Za své služby v BSK Marjanović dostával 1 800 dinárů měsíčně. Směnný kurz dináru vůči americkému dolaru v prosinci 1930 byl 1 Americký dolar = 56,39 Jugoslávských dinárů, což znamená, že jeho měsíční plat byl 32 dolarů (asi 446 dolarů v dolarech z roku 2014). On a Tirnanić vytvořili jednu z největších dvojic v historii jugoslávského fotbalu. I když Tirnanićovi velmi dobře rozuměl, měl téměř stejné porozumění s ostatními spoluhráči, ze svého klubu i z národního týmu. Marjanović byl velmi inteligentní hráč a dokázal si uvědomit, jak každý z jeho spoluhráčů hraje. Během hry se vždy zdálo, že ví, co dělat s míčem nebo bez něj (zejména při gólových situacích v pokutovém území soupeře, kdy byl velmi nepředvídatelný a velmi chytrý). Byl to velmi přesný střelec, ale s průměrnou střeleckou silou. Moša uměl skórovat téměř z každé pozice (dal dost gólů patou, hrudníkem a někdy i břichem) a bylo mu jedno, jestli míč letěl nízko nebo vysoko, protože byl také velmi dobrý ve vzduchu. Jeho hlavní specialitou byly střely z voleje. Kromě toho byl také jedním z nejlepších střelců přímých volných kopů v Jugoslávii.

## Reprezentační kariéra
Za národní tým debutoval 28. června 1926 v přátelském utkání proti Československu (2:6) v Záhřebu. Dne 15. května 1927 proti Bulharsku v Sofii v posledních pěti minutách zápasu vstřelil dva góly. Během své kariéry za národní tým vstřelil 37 gólů v 58 zápasech (rekord překonal až Stjepan Bobek, když vstřelil 38 gólů v 63 zápasech, i když Marjanović má lepší gólový průměr za 0,63 gólu na zápas). Zúčastnil se Letních olympijských her v Amsterdamu v roce 1928 a prvního Mistrovství světa ve fotbale v Uruguayi, na kterém pomohl svému národu získat bronzovou medaili. Na tomto turnaji vstřelil jeden gól v zápase proti Bolívii. Administrativním rozhodnutím FIFA v roce 1986 se Jugoslávie umístila na 4. místě tohoto turnaje, hned za týmem USA, ačkoli zápas o třetí místo se nikdy nehrál. FIFA se řídila skutečností, že týmy USA a Jugoslávie měly na šampionátu stejný počet výher a proher (2:1), ale USA měly lepší gólový rozdíl, takže FIFA oficiálně bere USA jako bronzového medailistu na mistrovství světa 1930. Zápas o třetí místo se ale nehrál, takže věčná otázka, který tým byl lepší, zůstane otevřená.
Marjanović v reprezentaci vstřelil několik hattricků, nejpamátnější proti Brazílii v roce 1934, v přátelském utkání v Bělehradě, kdy pomohl svému týmu k výhře 8:4. Mnoho fotbalových expertů té doby projevilo velké uznání pro "Mošovy" dovednosti, včetně Huga Meisla (tvůrce a trenéra rakouského "Wunderteamu"), který tvrdil, že s Marjanovićem v útočné linii by byl "Wunderteam" perfektní. Poté vyhrál Balkánský pohár s Jugoslávií v letech 1934/35 a 1935, přispěl 1 a 3 góly. S 9 góly v Balkánském poháru patří mezi nejlepší střelce všech dob v historii soutěže. Svůj poslední zápas za národní tým odehrál 3. dubna 1938 proti Polsku v Kvalifikaci na Mistrovství světa ve fotbale 1938, kde vstřelil jediný gól zápasu.
Podle biografie své doby vstřelil Marjanović ve své kariéře více než 1000 gólů.

## Trenérská kariéra

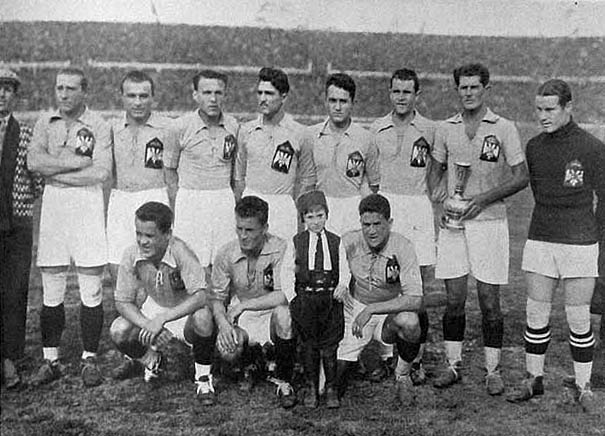
Tým Jugoslávie v roce 1930

Během své trenérské kariéry vedl nejprve Proleter Osijek, poté OFK Bělehrad, se kterým v roce 1955 vyhrál národní pohár. Poté maršál Josip Broz Tito vyznamenal Marjanoviće jugoslávským řádem za zásluhy lidu. V roce 1955 Marjanović odjel na cestu do Asie, kde měl tu čest setkat se s čínským lidovým vůdcem Mao Ce-tungem. Později byl trenérem v italské lize (jeden rok v AC Turín a jeden rok v Calcio Catania). Následně se vrátil do Jugoslávie a stal se trenérem FK Pobeda. Po zápase v roce 1961 utrpěl Moša mrtvici. Nikdy se mu nevrátila řeč a ochrnul na pravou stranu těla. Zemřel v roce 1984. V bývalé Jugoslávii se na něj vzpomínalo také pro jeho výrok: Fotbal je můj život.

## Osobní život
Marjanović se těšil velké popularitě. Byl národní superstar, ale také playboy, až do chvíle, kdy jeho klub hrál proti Hajduku ve Splitu. V předvečer zápasu se setkal s obyvatelkou Dalmácie, která podporovala Hajduk. Vzali se v roce 1938 za velkého zájmu veřejnosti a novinářů. Během německé invaze do Jugoslávie byl zajat jako řidič kamionu jugoslávské královské armády a umístěn do zajateckého tábora ve Fürstenbergu v Německu. Uprostřed nepřízně osudu někdy organizovali fotbalové zápasy mezi "válečnými zajatci" a "strážci". Po skončení války se vrátil do Jugoslávie a hrál za Dinamo Pančevo (1947). Jeho kariéra skončila v Proleteru Osijek (1949).

## Film
Ve filmech Montevideo, Bůh ti žehnej! (2010) a See You in Montevideo (2014), Marjanoviće ztvárnil herec Petar Strugar.

## Reprezentační góly
Jugoslávské góly jsou vždy zapsány jako první.
| Gól | Datum              | Místo                                             | Soupeř         | Skóre | Výsledek | Soutěž                                           |
| --- | ------------------ | ------------------------------------------------- | -------------- | ----- | -------- | ------------------------------------------------ |
| 1.  | 15. května 1927    | Slavia Stadium, Sofie, Bulharsko                  | Bulharsko      | 1–0   | 2–0      | Přátelský zápas                                  |
| 2.  | 15. května 1927    | Slavia Stadium, Sofie, Bulharsko                  | Bulharsko      | 2–0   | 2–0      | Přátelský zápas                                  |
| 3.  | 25. března 1928    | Üllői úti stadion, Budapešť, Maďarsko             | Maďarsko       | 1–0   | 2–1      | Přátelský zápas                                  |
| 4.  | 6. května 1928     | Stadion SK Jugoslavija, Bělehrad, Jugoslávie      | Rumunsko       | 2–0   | 3–1      | Pohár krále Aleksandra 1928                      |
| 5.  | 19. května 1929    | Stade Olympique Yves-du-Manoir, Colombes, Francie | Francie        | 2–0   | 3–1      | Přátelský zápas                                  |
| 6.  | 28. června 1929    | Stadion Concordije, Záhřeb, Jugoslávie            | Československo | 2–2   | 3–3      | Přátelský zápas                                  |
| 7.  | 28. června 1929    | Stadion Concordije, Záhřeb, Jugoslávie            | Československo | 3–2   | 3–3      | Přátelský zápas                                  |
| 8.  | 6. října 1929      | ONEF Stadium, Bukurešť, Rumunsko                  | Rumunsko       | 1–2   | 1–2      | Balkánský pohár 1929/31                          |
| 9.  | 13. dubna 1930     | Stadion FK Partizan, Bělehrad, Jugoslávie         | Bulharsko      | 2–0   | 6–1      | Přátelský zápas                                  |
| 10. | 13. dubna 1930     | Stadion FK Partizan, Bělehrad, Jugoslávie         | Bulharsko      | 4–1   | 6–1      | Přátelský zápas                                  |
| 11. | 17. července 1930  | Estadio Gran Parque Central, Montevideo, Uruguay  | Bolívie        | 2–0   | 4–0      | Mistrovství světa ve fotbale 1930                |
| 12. | 3. srpna 1930      | Estadio Alvear y Tagle, Buenos Aires, Argentina   | Argentina      | 1–3   | 1–3      | Přátelský zápas                                  |
| 13. | 16. listopadu 1930 | Slavia Stadium, Sofie, Bulharsko                  | Bulharsko      | 2–0   | 3–0      | Balkánský pohár 1929/31                          |
| 14. | 19. dubna 1931     | Stadion SK Jugoslavija, Bělehrad, Jugoslávie      | Bulharsko      | 1–0   | 1–0      | Balkánský pohár 1929/31                          |
| 15. | 21. května 1931    | Stadion FK Partizan, Bělehrad, Jugoslávie         | Maďarsko       | 1–0   | 3–2      | Přátelský zápas                                  |
| 16. | 28. června 1931    | Stadion Maksimir, Záhřeb, Jugoslávie              | Rumunsko       | 1–1   | 2–4      | Balkánský pohár 1929/31                          |
| 17. | 2. srpna 1931      | Stadion SK Jugoslavija, Bělehrad, Jugoslávie      | Československo | 2–0   | 2–1      | Přátelský zápas                                  |
| 18. | 4. října 1931      | Yunak Stadium, Sofie, Bulharsko                   | Bulharsko      | 2–0   | 3–2      | Balkánský pohár 1931                             |
| 19. | 30. dubna 1933     | Stadion SK Jugoslavija, Bělehrad, Jugoslávie      | Španělsko      | 1–1   | 1–1      | Přátelský zápas                                  |
| 20. | 24. září 1933      | Stadion FK Partizan, Bělehrad, Jugoslávie         | Švýcarsko      | 2–0   | 2–2      | Kvalifikace na Mistrovství světa ve fotbale 1934 |
| 21. | 18. března 1934    | Stadion AS 23, Sofie, Bulharsko                   | Bulharsko      | 1–0   | 2–1      | Přátelský zápas                                  |
| 22. | 18. března 1934    | Stadion AS 23, Sofie, Bulharsko                   | Bulharsko      | 2–0   | 2–1      | Přátelský zápas                                  |
| 23. | 3. června 1934     | Stadion FK Partizan, Bělehrad, Jugoslávie         | Brazílie       | 3–3   | 8–4      | Přátelský zápas                                  |
| 24. | 3. června 1934     | Stadion FK Partizan, Bělehrad, Jugoslávie         | Brazílie       | 6–3   | 8–4      | Přátelský zápas                                  |
| 25. | 3. června 1934     | Stadion FK Partizan, Bělehrad, Jugoslávie         | Brazílie       | 8–3   | 8–4      | Přátelský zápas                                  |
| 26. | 26. srpna 1934     | Stadion SK Jugoslavija, Bělehrad, Jugoslávie      | Polsko         | 4–1   | 4–1      | Přátelský zápas                                  |
| 27. | 16. prosince 1934  | Parc des Princes, Paříž, Francie                  | Francie        | 1–1   | 2–3      | Přátelský zápas                                  |
| 28. | 1. ledna 1935      | Apostolos Nikolaidis Stadium, Athény, Řecko       | Rumunsko       | 2–0   | 4–0      | Balkánský pohár 1934/35                          |
| 29. | 17. června 1935    | Yunak Stadium, Sofie, Bulharsko                   | Rumunsko       | 1–0   | 2–0      | Balkánský pohár 1935                             |
| 30. | 20. června 1935    | Yunak Stadium, Sofie, Bulharsko                   | Řecko          | 2–0   | 6–1      | Balkánský pohár 1935                             |
| 31. | 24. června 1935    | Yunak Stadium, Sofie, Bulharsko                   | Bulharsko      | 1–0   | 3–3      | Balkánský pohár 1935                             |
| 32. | 12. července 1936  | Taksim Stadium, Istanbul, Turecko                 | Turecko        | 1–1   | 3–3      | Přátelský zápas                                  |
| 33. | 6. září 1936       | Stadion FK Partizan, Bělehrad, Jugoslávie         | Polsko         | 1–0   | 9–3      | Přátelský zápas                                  |
| 34. | 6. září 1936       | Stadion FK Partizan, Bělehrad, Jugoslávie         | Polsko         | 3–0   | 9–3      | Přátelský zápas                                  |
| 35. | 6. září 1936       | Stadion FK Partizan, Bělehrad, Jugoslávie         | Polsko         | 5–0   | 9–3      | Přátelský zápas                                  |
| 36. | 6. září 1936       | Stadion FK Partizan, Bělehrad, Jugoslávie         | Polsko         | 8–1   | 9–3      | Přátelský zápas                                  |
| 37. | 3. dubna 1938      | Stadion FK Partizan, Bělehrad, Jugoslávie         | Polsko         | 1–0   | 1–0      | Kvalifikace na Mistrovství světa ve fotbale 1938 |

## Úspěchy

### Hráčské

#### Klubové

##### SK Jugoslavija
- Jugoslávská Prva liga: 1924

##### BSK Beograd
- Jugoslávská Prva liga: 1930/31, 1932/33, 1934/35, 1935/36, 1938/39
- Jugoslávský pohár: 1934

#### Reprezentační

##### Jugoslávie
- Balkánský pohár: 1934/35 a 1935
- Poražení finalisté Balkánského poháru: 1929/31 a 1933

### Trenérské

##### BSK Beograd
- Jugoslávský pohár: 1955